# 中国执行信息公开网
中国执行信息公开网，是中华人民共和国最高人民法院建设的司法公开三大平台之一，公布全国法院失信被执行人名单信息。

## 简介
2013年10月1日起，《最高人民法院关于公布失信被执行人名单信息的若干规定》正式施行。这是破解人民法院“执行难”问题的重要举措。依照该规定，被执行人具有履行能力但不履行生效法律文书确定的义务，并且具有六种情形之一的，各级人民法院应将其纳入失信被执行人名单，依法进行信用惩戒。该规定实施后，各级人民法院开始依职权作出将被执行人纳入失信被执行人名单的决定。2013年10月24日，全国法院失信被执行人名单信息公布与查询平台面向社会开通。可输入被执行人姓名或名称来查询该失信被执行人的信息。
2013年11月21日，最高人民法院以法发〔2013〕13号文件印发了《关于推进司法公开三大平台建设的若干意见》，提出推进审判流程信息全面公开、裁判文书信息全面公开、执行信息全面公开。
全国法院失信被执行人名单信息公布与查询平台后来定名为中国执行信息公开网。